# Magyar Épületgépészek Szövetsége

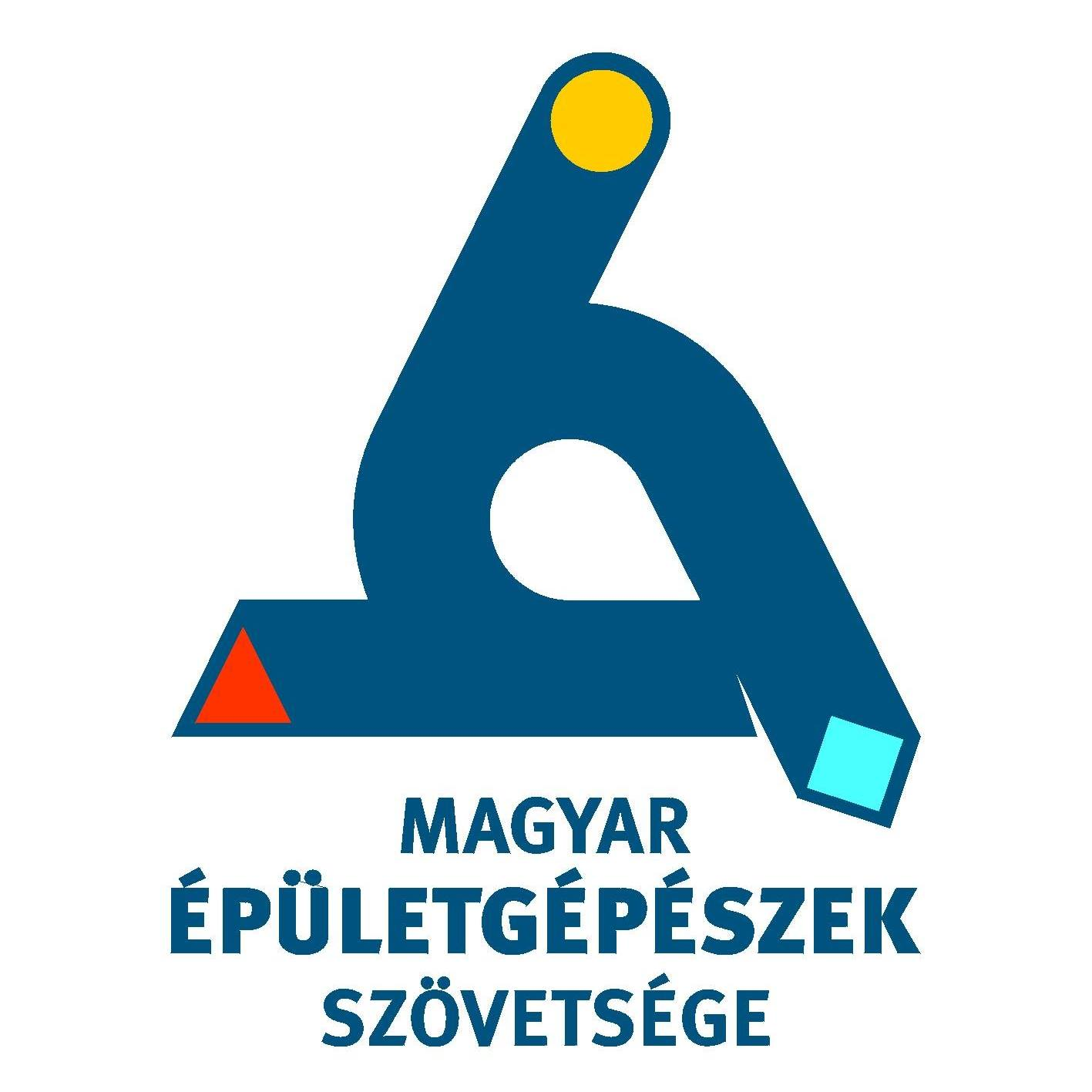
A MÉGSZ logója

A Magyar Épületgépészek Szövetsége (MÉGSZ) a magyarországi épületgépészeti szakma legnagyobb önkéntes tagságú szervezete, amely 1990-ben alakult meg. Az egyesületnek több mint négyszáz tagja van: tervezők, kivitelezők, üzemeltetők és szakképző intézetek, valamint kereskedő, márkaképviselő gazdasági társaságok. A MÉGSZ fő tevékenységei a szakmai és vállalkozói érdekvédelem, valamint képzések, rendezvénysorozatok és tanácskozások szervezése, illetve hírlevelek és honlapok szerkesztése, szaklap kiadása.
A 2022. június 11-én tartott tisztújító közgyűlésen elnöknek ismét Golyán Lászlót választották a tagok. Az elnökség tagjai: Domonkos László, Horváth Zoltán, Kirch Ervin, Murányi Sándor, Pánger László, Paziczki László, Varga Pál. A tiszteletbeli elnök 2002 óta Cserkúthy László, az ügyvezető 2003 óta Bozsó Béla

## Története, tevékenysége
1990. július 31-én, Pécsen huszonnégy pécsi és két bátaszéki épületgépész alakította meg a szövetséget. A következő másfél év tagtoborzó munkája révén bekapcsolódott még az országból számos épületgépész és épületgépészeti vállalkozás.
1990. november 16-án, a pécsi Palatinus Hotel Bartók termében zajlott le az országos alakuló kongresszus. Vendégként jelen volt: Uwe Hollweg, a németországi Gienger fő tulajdonosa; dr. Martin Viessmann, a német Viessmann fűtés- és hűtéstechnikai cég vezetője; a Zentralverband Sanitär Heizung Klima (ZVSHK) (Német Szaniter-, Fűtés- és Klímatechnikai Központi Szövetség) részéről Heinz-Dieter Heidemann elnök, illetve Michael von Bock und Polach főügyvezető. A szövetség létrejöttét kezdeményező és támogató Ludwig Ruckelshausen ugyancsak részt vett az összejövetelen. A 112 tagot számláló szövetség elnöke Cserkúthy László lett, alelnöknek Cserfai Tibort és Szilágyi Bélát választották meg.
1991-ben a Magyar Installateur című épületgépészeti folyóirat és a szervezet együttműködési szerződést kötött, aminek alapján a lap első oldalainak cikkeit a szövetség munkatársai írták és a lap a „Magyar Épületgépészek Szövetsége lapja” alcímmel jelent meg huszonegy évig.
Négy és fél év elteltével minden megyében megalakultak a szövetség tagszervezetei, a taglétszám ekkoriban meghaladta a kétszázat. 1996-ban az Épületgépész Világszövetség tagja lett a szövetség.
1997-ben a Dél-Dunántúli Gázszolgáltató Rt. (DDGÁZ) akkori fő tulajdonosa, a Ruhrgas kezdeményezésére, a szövetséggel együttműködve megalapította a Gázközösség Egyesületet (GE). Ez a szervezet ad keretet napjainkban is a gázszerelő vállalkozások folyamatos fejlesztésének, illetve a gázszolgáltató, a gázszerelő és -tervező vállalkozások közötti együttműködésnek a dunántúli megyékben.
Ugyancsak 1997-ben a MÉGSZ és a DDGÁZ hívta életre közösen az első Földgázfórumot Pécsen. A másfél napos konferencián a szolgáltatók, a készülékgyártók, a tervezők és a szerelők osztották meg a földgázfelhasználással kapcsolatos tudásukat, tapasztalataikat. A szakmai kiállítással kiegészített Földgázfórumot – majd később, új elnevezéssel: Energiafórumot – a későbbiekben kétévente rendezték meg.
1997 augusztustól a szervezet mindennapos ügyeit Cséki István ügyvezető végezte. Az 1998 elején, Ráckevén megtartott közgyűlés harmadszor is Cserkúthy Lászlót választotta elnökké. Erősödött a szakmai szervezetekkel való együttműködés, újraindultak a külföldi továbbképzések, tanulmányutak. Szakközépiskolai tanároknak szintén szerveztek tanfolyamokat. A MÉGSZ megállapodást kötött az Építéstudományi Egyesülettel, a Magyar Mérnöki Kamarával és a Magyar Gázipari Vállalkozók Egyesületével. Az 1998 augusztusában megalakult a Magyar Épületgépészeti Koordinációs Szövetség (MÉgKSZ), melynek tagjai közé viszont – fenntartva az együttműködés lehetőségét – nem lépett be az egyesület.
1998-ban a szövetség Csongrád megyei csoportja önálló szervezetté alakult. A Magyar Épületgépészek Csongrád Megyei Egyesületének első vezetősége: Domonkos László elnök, Mészáros István és Rubiger Balázs elnökségi tagok.
A szövetség 2001-től megújított vizuális arculattal, logóval működött. Ugyanebben az esztendőben, áprilisban a MÉGSZ bemutatkozott az 1. Nemzetközi Fűtés-, Szellőzés-, Klíma- és Szanitertechnikai Szakkiállításon, másként a Hungarothermen, a Construmával egy időben rendezett, de abból kivált szakvásáron.
2002-ben, a győri közgyűlésen Cserkúthy László már nem vállalta a jelölést a következő elnöki ciklusra. Ettől kezdve a szövetség tiszteletbeli elnökeként tevékenykedik. Az elnökjelöltek közül Bertalan Ferenc kapta a legtöbb szavazatot.
A 2002-ben a tagok között elvégzett igényfelmérés, a pártoló tagokkal készített interjúk és külsős szakemberek véleménye alapján új stratégiát fogadott el a közgyűlés 2003 elején. Ekkortól Cséki István szakmai ügyvezető lett, míg a szövetség napi feladatait a továbbiakban Bozsó Béla ügyvezető szervezte.
2004. szeptember 15-én, Budapesten hivatalosan is megalakították a MÉGSZ Megújuló Energia Tagozatát. A tagozat, másokkal közösen demonstrációt szervezett a parlament elé, petíciót juttattak el a gazdasági miniszternek és a miniszterelnöknek a megújuló energiák nagyobb mértékű felhasználásának érdekében. A későbbiekben a megszűnt szervezet helyett életre hívták a Napenergia-hasznosítási Tagozatot és a Geotermikus Hőszivattyú Tagozatot, majd később a Biomassza-tüzelési Tagozatot.
2004-től előbb Meszlényi Zoltán majd Gyárfás Attila aktívan részt vettek az új gázipari műszaki-biztonsági szabályozás (GMBSZ) elkészítésének bizottsági munkában. A következő években Gyárfás Attila a Gázipari Műszaki Szakbizottság Archiválva 2022. december 4-i dátummal a Wayback Machine-ben tagjaként a módosítások előkészítésében is szerepet vállalt. Ebben az esztendőben a MÉGSZ-et felvették a Magyar Szabványügyi Testületbe. Ettől az időszaktól kezdve a szövetség rendszeres e-mailben küldött hírlevelet jelentetett meg.
2006 elején Hajdúszoboszlón tartotta közgyűlését a MÉGSZ, ahol a többség Golyán Lászlót választotta elnöknek a tisztségtől visszavonuló Bertalan Ferenc helyett. Az új elnök a „szolgáltató és érdekvédő szövetség” stratégiájának meghirdetésével kezdte munkáját.
2007 tavaszán négy szakmai előadássorozat nyolcvan rendezvényén 2400 látogató kapott friss szakmai ismereteket a MÉGSZ-től és partnereitől. A MÉGSZ Oktatási Intézete a helyi igényekhez igazodva szervezett szakmai továbbképzéseket a gázszerelőknek. Munkatársai, érdekvédelmi munkájuk keretében az épületgépészettel kapcsolatos tanterveket és a tervezett oktatási szabályokat véleményezték.

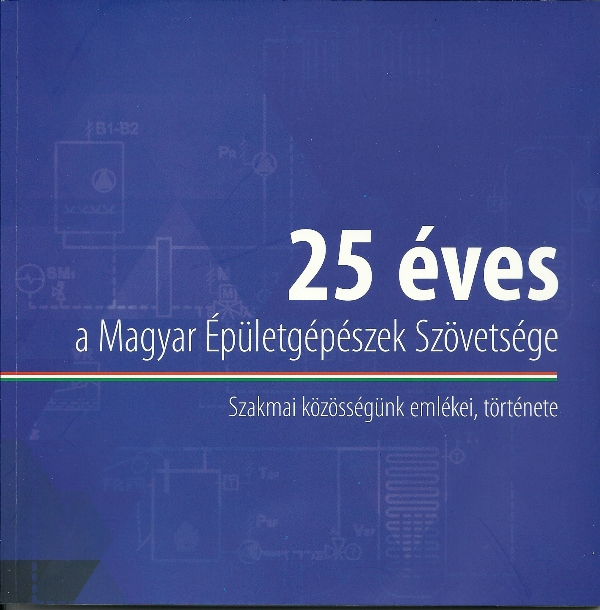
A MÉGSZ fennállásának 25. évfordulójára megjelent kötet borítója

Ebben az időszakban két negatív jelenség visszaszorításával is foglalkozott a szövetség. Az egyik a kontárok (azaz a szakképzetlenül vállalkozók) számottevő piaci jelenléte, a másik a kinnlevőségek vagy lánctartozások problémája. A 2006-ban hatszázhúsz tagot számláló MÉGSZ Gyárfás Attila elnöki tanácsadó vezetésével jelentős erőfeszítéseket tett a GMBSZ korszerűsítéséért, és minden olyan műszaki vagy oktatási jogszabály és szabályzat fejlesztéséért, amelyek az épületgépészek mindennapjait meghatározzák. Részben ez eredményezte, hogy kormányrendelet tette közvetlenül kötelezővé a szolgáltatók számára a GMBSZ alkalmazását.
2008-ban, az évnyitó soproni közgyűlésen alapította meg a szervezet a legrangosabb kitüntetését, a hajdani alelnökéről elnevezett Meszlényi Zoltán Díjat. Az első díjakat 2009-ben adták át, amelyet dr. Bánhidi László egyetemi tanár, Rácz László szegedi szakközépiskolai mérnök-tanár és Szabó András székesfehérvári szerelő vehetett át.
2012-ben, Parádon hagyta jóvá a MÉGSZ közgyűlése az „Alapértékeink és alapgondolataink” című dokumentumgyűjteményt, ami a szakmáról szóló állásfoglalással kezdődik. A közgyűlés ezzel felhatalmazást adott a szövetség vezető testületeinek és tisztségviselőinek arra, hogy a szövetség és a szakma ügyeiben továbbra is az állásfoglalásban szereplő és évek során megfogalmazott irányelvek és értékek szellemében járjanak el.
Ugyanebben az esztendőben a szövetség lapjaként elfogadott Magyar Installateur egyeztetés nélkül új tulajdonosok kezében kötött ki. A szövetség ekkor alapította meg az Épületgépész című saját szaklapot, ami évente hatszor jelenik meg.

## Meszlényi Zoltán és a Meszlényi Zoltán Díj

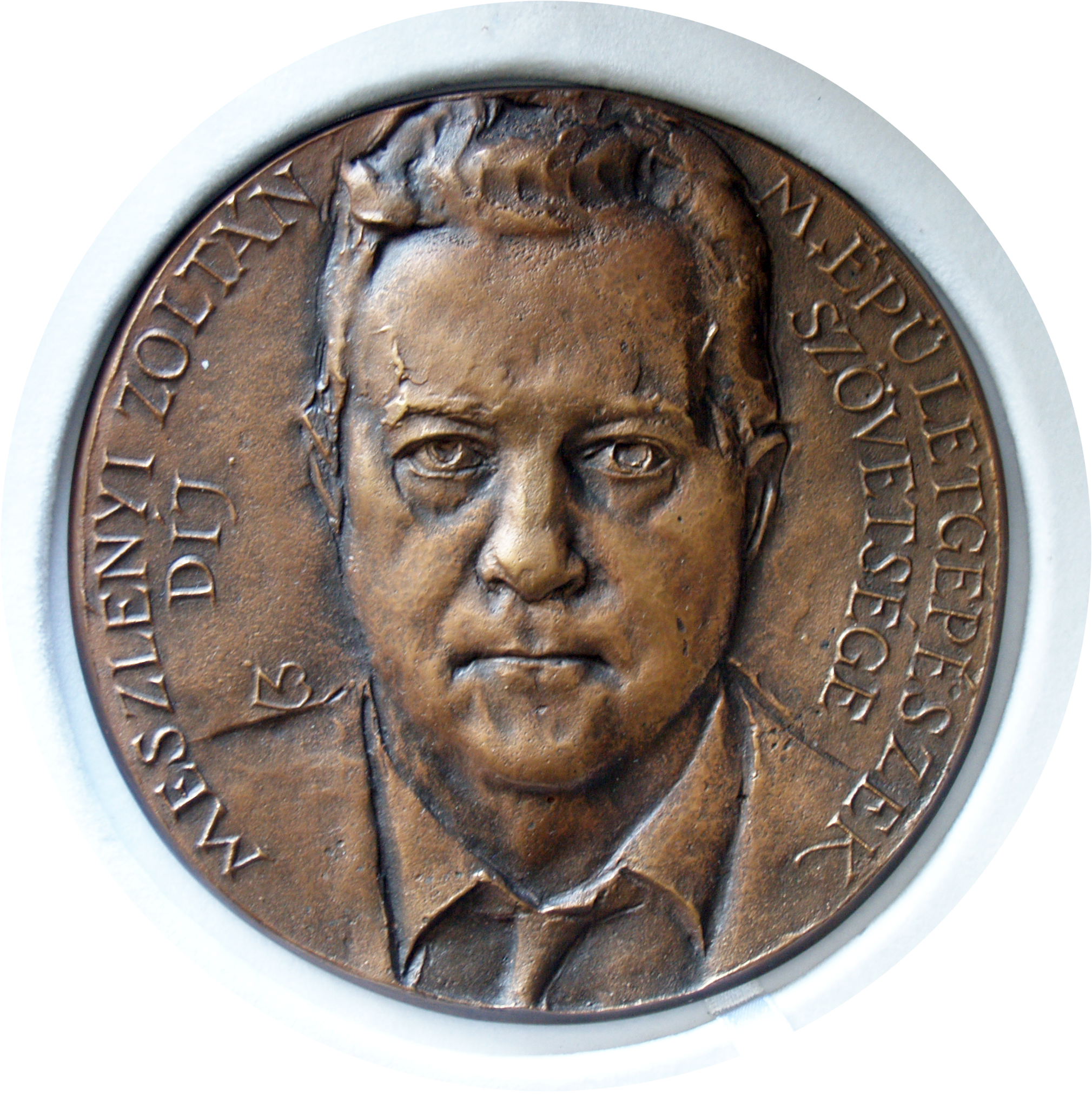
A Meszlényi Zoltán Díj

Meszlényi Zoltán (1940-2005) magyar gépészmérnök, címzetes főiskolai docens, tiszteletbeli főiskolai tanár. Az épületgépészetben a szerelőtől, a kazánfűtőn keresztül a főiskolai tanszékvezetőig, tanárig sokféle szerepkörben dolgozott. Az épületgépészet elméletének és gyakorlatának kivételes integrálója, a szakma örök szerelmese, szenvedélyes fejlesztője és önzetlen segítője volt. Meszlényi Zoltán emlékét elhunyta után több formában őrzi az épületgépész szakma. 2008-ban a Magyar Épületgépészek Szövetsége megalapította a szervezet legmagasabb kitüntetését, a Meszlényi Zoltán Díjat.

## A szövetség vezetői

### Elnökök
- 1990–2002: Cserkúthy László (2002-től tiszteletbeli elnök)
- 2002–2006: Bertalan Ferenc
- 2006–tól Golyán László
- 2013–2020: Gyárfás Attila (ügyvezető elnök)

### Elnökségi tagok, alelnökök, bizottsági tagok
1990
- Alelnökök: Cserfai Tibor, Szilágyi Béla.

1998
- Alelnökök: Dankó Géza, Fehér János, Golyán László, Meszlényi Zoltán.

2002
- Elnökségi tagok: Balázs Gábor, Dankó Géza, Domonkos László, Fehér János, Golyán László.
- Felügyelőbizottság: Braun Attila, Horváth Zoltán, Sonkolyné Szekerczés Margit
- Etikai Bizottság: Haszmann Iván, Mészáros József, Vargacz Lajos.

2006
- Elnökségi tagok: Balázs Gábor, Dankó Géza, Domonkos László, Fehér János, Pongrácz Lajos.
- Felügyelőbizottság: Bauer Ferenc, Braun Attila, Horváth Zoltán.
- Etikai Bizottság: Béndek Ferenc, Sonkolyné Szekerczés Margit, Polgári Nándor.

2010
- Elnökségi tagok: Balázs Gábor, Domonkos László, Fehér János, Horváth Zoltán, Kirch Ervin, Pánger László, Varga Pál elnökségi tagok.
- Felügyelőbizottság: Füredi Ferenc, Imre Lajos, Antal István.
- Etikai Bizottság: Sonkolyné Szekerczés Margit, Béndek Ferenc, Lukács Alajos.

2014
- Elnökségi tagok: Domonkos László, Kirch Ervin, Horváth Zoltán, Murányi Sándor, Paziczki László, Pánger László, Varga Pál.
- Felügyelőbizottság: Fehér János, Füredi Ferenc, Imre Lajos.
- Etikai Bizottság: Sonkolyné Szekerczés Margit, Balázs Gábor, Lukács Alajos.

2018
- Elnökségi tagok: Domonkos László, Kirch Ervin, Horváth Zoltán, Murányi Sándor, Paziczki László, Pánger László, Varga Pál.
- Felügyelőbizottság: Fehér János, Füredi Ferenc, Imre Lajos.
- Etikai Bizottság: Sonkolyné Szekerczés Margit, Balázs Gábor, Lukács Alajos.

2022
- Elnökségi tagok: Domonkos László, Horváth Zoltán, Kirch Ervin, Paziczki László, Pánger László, Murányi Sándor, Varga Pál.
- Felügyelőbizottság: Antal István, Fehér János, Imre Lajos.
- Etikai Bizottság: dr. Vajda József, Huszár Géza, Balázs Gábor.

### Ügyvezetők
- 1991-1996: Fehér János
- 1997–2003: Cséki István (2003-ban szakmai ügyvezető)
- 2003-tól Bozsó Béla

## A MÉGSZ feladata
A szövetség feladata, hogy tagjai számára folyamatosan értékessé és hasznossá tegye a tagsági viszonyt, valamint az épületgépészeti szakma számára hasznos, előre vivő tevékenységet végezzen. A szövetség arra törekszik, hogy a szakma egységét szem előtt tartva elősegítse a szakmán belüli csoportok párbeszédét, kapcsolatainak fejlődését. Fontosnak tartják, hogy javuljon a párbeszéd, az együttműködés az épületgépészettel határos szakmákkal is.

## A MÉGSZ céljai
1. Az épületgépészet magas színvonalú és etikus művelése iránt     elkötelezett szakemberek és gazdasági társaságok többségét tömörítő,
2. a szakmával kapcsolatos döntésekre jelentős befolyással bíró,
3. tagjai és a szakma fejlődését fontos szolgáltatásokkal segítő,
4. jelentős humán és anyagi erőforrásokkal rendelkező,
5. külső és belső célcsoportjaival jól és gyorsan kommunikáló,
6. ismert és jó hírnevű,
7. alulról építkező és hatékonyan működő, valamint,
8. tagjai döntő többségének elégedettségét bíró szakmai szervezet legyen.

## Épületgépész (folyóirat, megjelenik évente hatszor)
- A folyóirat kiadója a Magyar Épületgépészek Szövetsége (MÉGSZ)
- Felelős szerkesztő: Bozsó Béla
- Szakszerkesztő: dr. Vajda József Archiválva 2022. december 4-i dátummal a Wayback Machine-ben
- Hirdetési vezető: Kárpáti Zoltán

## A MÉGSZ elérhetőségei
- Központi iroda; oktatásszervezés: 1116 Budapest, Fehérvári út 132–144.
- Irodavezető és oktatásszervező: Kliegl Edit
- Projektszervező: Sőbér Lívia
- Szerkesztő és hirdetési vezető: Kárpáti Zoltán
- Telefon: 1/205-3665